# Jämtlands län
Jämtlands län er et svensk län beliggende i den midtvestlige del af Sverige. Det grænser op til Dalarnas län, Gävleborgs län, Västernorrlands län og Västerbottens län og fylkerne Nord-Trøndelag og Sør-Trøndelag i Norge. Jämtland tilhørte Norge frem til 1645, da det blev afgivet til Sverige sammen med Härjedalen i forbindelse med Freden ved Brömsebro.

## Større byer
De ti største byer i Jämtlands län, sorteret efter indbyggertal:
| #  | Byområde     | Befolkning |
| -- | ------------ | ---------- |
| 1  | Östersund    | 43.796     |
| 2  | Brunflo      | 3.916      |
| 3  | Strömsund    | 3.516      |
| 4  | Sveg         | 2.633      |
| 5  | Krokom       | 2.087      |
| 6  | Bräcke       | 1.566      |
| 7  | Järpen       | 1.439      |
| 8  | Åre          | 1.260      |
| 9  | Ås           | 1.097      |
| 10 | Hammarstrand | 1.061      |

Indbyggertal pr. 31. december 2005, Statistiska centralbyrån (SCB).